# Michail Nikolajewitsch Sumarokow-Elston

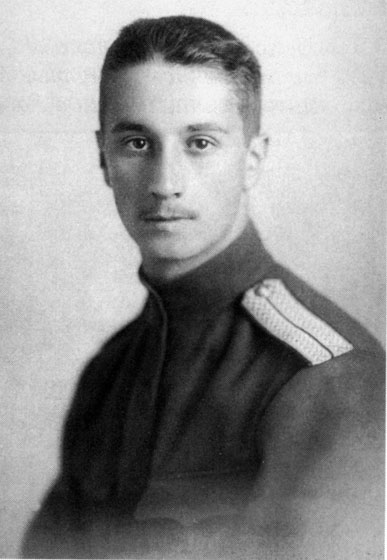
Sumarokov im Jahr 1914

Graf Michail Nikolajewitsch Sumarokow-Elston (russisch Михаил Николаевич Сумароков-Эльстон, englisch Mikhail Nikolayevich Sumarokov-Elston * 21. November 1893 in Koreiz, auf der Insel Krim; † 3. Juli 1970 in London, Vereinigtes Königreich) war ein russischer Tennisspieler.

## Frühes Leben und Familie
Michail Sumarokow-Elston wurde als Sohn von Graf Nikolai Felixowitsch (1883–1908) und Gräfin Sofia Michailowna Koskul auf der Halbinsel Krim geboren. Sein Vater war ein Reserve-Oberleutnant des 1. Garde-Kavallerie-Corps. Sein Ur-Ur-Ur-Ur-Großvater war der Dichter Alexander Sumarokow. Sein Großvater war der General und Gouverneur des Oblast Kuban Felix Sumarokow-Elston (1820–1877). Dessen zweiter Sohn neben Nikolai war Fürst Felix Felixowitsch Sumarokow-Elston (ab 1882 Jussopow; 1856–1928). Felix’ Sohn und Michails Cousin war damit Felix Prinz Jussupow, der vor allem als Drahtzieher der Ermordung Rasputins bekannt wurde. Michail hatte zwei Geschwister, Elena und Nicholas.
Mit 12 Jahren musste er sich in Frankreich einer Operation an der rechten Hand unterziehen. Diese brachte nicht die erhoffte Besserung, sodass Sumarokow-Elston gezwungen war fortan mit links zu spielen.
Mitte der 1900er-Jahre zog er nach Dresden und wurde dort unter anderem von Curt Bergmann und George K. Logie trainiert. 1906 gewann er mit 13 Jahren das zweitklassige Turnier in Bad Homburg als bis dato jüngster Spieler. 1908 starben sein Bruder und Vater innerhalb von zwei Wochen. Er kehrte nach Russland zurück und machte an der Annenschule seinen Abschluss und später einen weiteren an der Staatlichen Universität Sankt Petersburg an der Fakultät für Recht.
Während des Ersten Weltkrieges meldete sich Michail freiwillig für die motorisierten Ambulanzen des Roten Kreuzes und wurde der Schwarzmeerflotte zugeteilt. Am 26. November 1916 wurde er für kriegsuntauglich erklärt und kehrte nach St. Petersburg zurück. Seine Mutter war im April 1915 gestorben, was ihn mit 21 Jahren zum Vollwaisen machte. In seiner Heimat wurde er kurzzeitig von den Bolschewiki festgenommen, aber wegen Unstimmigkeiten unter diesen wieder freigelassen. Die Familie emigrierte schließlich während der Revolution, die von 1917 bis 1923 dauerte, zunächst nach Koreiz, auf der Krim. Dort trafen sie mit Felix Jussupow zusammen, der als Adeliger ebenfalls auf der Flucht war und seinem Hausarrest entkommen war. Sie wollten sich der Weißen Armee anschließen, was der Kommandant Anton Denikin wegen der Verbindung Jussupows zur Monarchie ablehnte. Letztlich segelten sie an Bord der HMS Marlborough, die viele russische Adelige u. a. Dagmar von Dänemark transportierte, nach Malta, von wo sie zunächst nach Rom und schließlich weiter nach Nizza reisten. Dort lebten sie 17 Jahre lang. 1937 ließ sich Michail in London nieder.

## Tenniskarriere
Sumarokow-Elston konnte durch seine finanzielle gute Stellung einige internationale Turniere spielen. Fünfmal (1910–1914) gewann er die russischen Meisterschaften im Einzel. Einmal gewann er auch im Doppel den Titel (1910) und zweimal war er im Mixed erfolgreich (1910, 1914). Darüber hinaus gewann er auch zweimal den Meistertitel in der Halle. Während seiner Zeit in Deutschland konnte er in jungen Jahren schon bei Turnieren überzeugen. In Moskau (1910 im Einzel und Doppel) und St. Petersburg (1912 und 1914) konnte er bei den Stadtturnieren jeweils zwei Titel gewinnen.

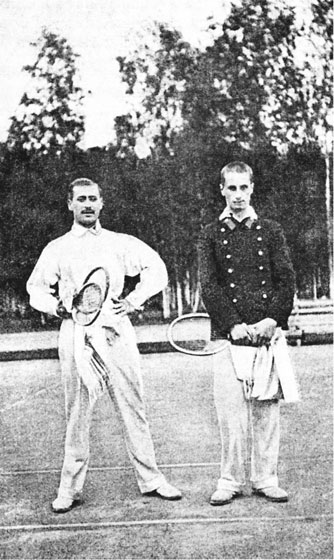
Sumarokow (rechts) mit Alexander Alenizyn 1912 während der Olympischen Spiele in Stockholm

Sumarokow-Elston nahm 1912 am Tenniswettbewerb der Olympischen Sommerspiele in Stockholm teil. Im Rasen-Einzel profitierte er in der ersten Runde von einem Rückzug seines Landsmannes Alexander Alenizyn. Danach besiegte er den Schweden Gunnar Setterwall in vier Sätzen, bevor er gegen den Deutschen Oliver Kreuzer ebenfalls in vier Sätzen verlor. Im Doppel trat er mit Alenizyn an und die Paarung erreichte nach einem Sieg gegen ein dänisches Doppel das Viertelfinale, wo die Franzosen Albert Canet und Édouard Mény de Marangue deutlich gewannen.
1912 waren die russischen Meisterschaften erstmals für ausländische Spieler offen. Sumarokow gelang dabei im Halbfinale gegen den Österreicher Ludwig von Salm ein glatter Sieg. Im Finale schlug er den Olympiasieger Harold Kitson. Dieser gab frustriert nach dem ersten verlorenen Satz auf. In diesem Jahr gewann er auch im Doppel und Mixed. Im Folgejahr waren einige Topspieler beim Turnier anwesend. Der Russe schlug im Halbfinale zunächst Maurice Germot glatt in drei Sätzen und schlug im Finale den Briten Charles Dixon in einem fast dreistündigen Fünf-Satz-Match. 1914 gewann Sumarokow das letzte Mal den Titel und setzte sich im Finale gegen den Deutsch Heinrich Kleinschroth nach fünf Sätzen durch. Brisanz bekam das Turnier dadurch, dass während des Verlaufs das Attentat von Sarajevo geschah, was später zum Ersten Weltkrieg führte.
Der erste Titel von Sumarokow-Elston nach dem Krieg war 1919 der bei den Malta Championships. Zwischen 1920 und 1922 gewann er jeweils die South of France Championships. Im ersten Jahr schlug er dort Alain Gerbault im Finale. 1921 gewann er mit Suzanne Lenglen den Titel auch im Mixed-Doppel, was er im Folgejahr wiederholte. 1936 wechselte er zu den Profis.

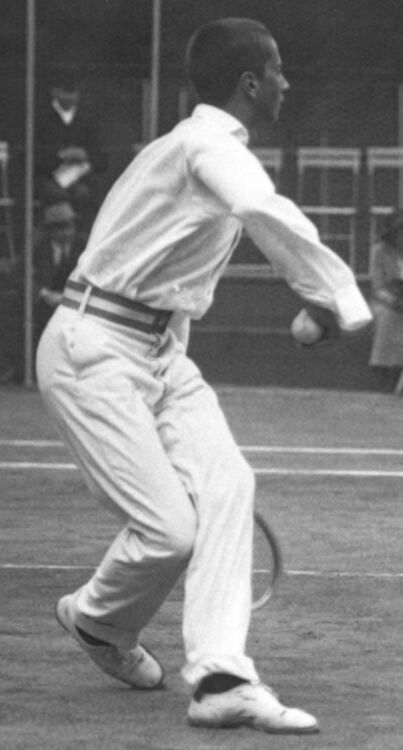
Sumarokow-Elston 1913 bei den Hartplatz-Weltmeisterschaften

## Privatleben
Sumarokov-Elston genoss eine gute Ausbildung. Im Alter von 13 sprach er bereits fünf Sprachen. Er spielte auch als Amateur Schach und hatte eine gute Beziehung zum Kaiser Nikolaus II., mit dem er Tennis spielte.
1913 wurde er zum Ehrenmitglied des Stade Français erwählt.
1932 heiratete er Natalja Nikolajewna Bellik, mit der er 1933 eine Tochter, Sofia, hatte. Nach dem Umzug nach London leitete Sumarokov einen anglo-russischen Sportverein in Chiswick. Er starb 1970 im University College Hospital. 2002 wurde er in die russische Hall of Fame aufgenommen.